# Тивоняк Іван
Іван Тивоняк (нар. 1 жовтня 1905, с. Базар нині Чортківський район Тернопільської області — 4 липня 1990, Сент-Кетерінс, провінція Онтаріо, Канада) — громадський діяч.

## Життєпис
Іван Тивоняк народився 1905 року в селі Базар Чортківського району Тернопільської області, нині Україна.
Від 1930 року проживає у Канаді (міста Вінніпег, Саскатун і Сент-Катерінс).
Брав участь у діяльності в українських національних організаціях у Канаді. Організатор парафій УГКЦ: Святого Кирила і Мефодія та Святого Івана Богослова, є обидві у Сент Катеринсі. Член та голова Товариства взаємної помочі і організатор Клубу сеньйорів імені Тараса Шевченка. Автор спогадів та інших публікацій у періодичних виданнях.